# Cornelis Leonardus Jacobus Bos
Cornelis Leonardus Jacobus Bos (Zoetermeer, 19 januari 1840 - aldaar, 26 augustus 1917) was een Nederlandse burgemeester.

## Leven en werk
Bos werd in 1840 in Zoetermeer geboren als zoon van de burgemeester Jacobus Bos en Hadewiena van Beek. Zijn vader was van 1827 tot 1852 burgemeester van Zoetermeer. Van zijn vader erfde hij de ambachtsheerlijke rechten van Zoetermeer. Hij werd in 1882 benoemd tot burgemeester van Zegwaart en zou dit blijven tot zijn overlijden in 1917. In 1894 werd hij, net als zijn vader, ook benoemd tot burgemeester van Zoetermeer, een functie die hij vervulde van 1894 tot 1912. Van 1865 tot 1912 was hij ook gemeentesecretaris van Zoetermeer. In al deze functies werd hij opgevolgd door zijn zoon Frederic Sophie Guillaume Bos. Daarnaast was hij van 1883 tot 1903 burgemeester van Benthuizen. 
Bos was in 1903 medeoprichter van de afdeling Zoetermeer van het Groene Kruis. Hij werd in 1904 benoemd tot ridder in de Orde van de Nederlandse Leeuw. Bos overleed in 1917 op 77-jarige leeftijd in zijn woonplaats Zoetermeer.